# ظرئم (بعدان)

تعديل مصدري - تعديل

ظرئم محلة تابعة لقرية الحجر، التابعة لعزلة حيسان بمديرية بعدان إحدى مديريات محافظة إب في الجمهورية اليمنية، بلغ تعداد سكانها 35 حسب تعداد اليمن لعام 2004.